# Massalcoreig
Massalcoreig – gmina w Hiszpanii, w prowincji Lleida, w Katalonii, o powierzchni 13,83 km². W 2011 roku gmina liczyła 575 mieszkańców.